# 해창로
해창로(Haechang-ro) 고흥군 점암면에서 포두면 장수사거리를 잇는 250.3km 의 도로이다.

## 주요 경유지
전라남도
- 고흥군 (점암면 - 포두면)

## 노선
전 구간 지방도 제855호선에 속하므로 이에 대한 별도 표기는 생략한다.
| 이름               | 접속 노선                                             | 소재지 | 소재지 | 비고 |
| ------------------ | ----------------------------------------------------- | ------ | ------ | ---- |
| 연봉교차로         | 지방도 제855호선 (고흥로) (국도 제15호선 (우주항공로) | 고흥군 | 점암면 |      |
| 천학삼거리         | 천사로                                                | 고흥군 | 점암면 |      |
| 송산사거리         |                                                       | 고흥군 | 포두면 |      |
| 해창1교            |                                                       | 고흥군 | 포두면 |      |
| 해창2교            |                                                       | 고흥군 | 포두면 |      |
| 포두면남촌리사거리 | 송산길                                                | 고흥군 | 포두면 |      |
| 평촌교             |                                                       | 고흥군 | 포두면 |      |
| 종침교             |                                                       | 고흥군 | 포두면 |      |
| 장수사거리         | 국도 제15호선 (우주로)                                | 고흥군 | 포두면 |      |

## 주요 건물 및 시설
- 고흥점암중앙중학교 (해창로 306/모룡리 489)
- S-OIL 팔영주유소 (해창로 589/천학리 358-1)